# 萊因哈特·馮·羅嚴克拉姆
萊茵哈特·馮·羅嚴克拉姆（日语：／德語：，帝國曆467年3月14日－新帝國曆003年7月26日），為 日本作家 田中芳樹 所著 科幻小说《銀河英雄傳說》主角。原名萊茵哈特·馮·缪杰尔（Reinhard von Müsel），羅嚴克拉姆王朝初代皇帝，擁有一頭金黃色頭髮、冰藍色眼眸、修長身軀和像古代名匠雕刻出來之美貌。

## 生平
出身银河帝国没落贵族家庭，是家中獨子，本姓繆傑尔，為貴族帝國騎士。姐姐 安妮羅潔·馮·格里華德（Annerose）在他 10 歲时，被银河帝国皇帝佛瑞德李希四世納入後宮为妃子，因而憎恨父亲，决定打倒银河帝国高登巴姆王朝。
他和邻家平民好友 齊格飛·吉爾菲艾斯（Siegfried Kircheis）一起就读少年军校。莱茵哈特將「皇帝寵妃之弟」的立場作最大限度利用，得以在军队中步步攀升，逐渐掌握帝国军指挥权。
十五岁成为近卫师团少尉，二十岁受封伯爵，改姓罗严克拉姆，任帝国军一级上将。宇宙历七九六年，在亚斯提星域会战中奠定地位，升任公爵帝国元帅，宇宙舰队司令官。此后又打倒了门阀贵族势力，攻略 费沙自治领 和 自由行星同盟，统一了除伊谢尔伦要塞以外整个已知的银河系。二十三歲時即位皇帝，推翻了高登巴姆王朝，开创了罗严克拉姆王朝。因变异性剧症胶原病於新帝国历三年七月二十六日二十三时二十九分在贝尔赛底宫病逝，得年二十五歲，在位两年半。

## 家族 / 親人 / 朋友
私生活非常樸素，有不懂人情世故的一面。为人冷峻而充满霸气，唯有面对姐姐安妮罗杰和挚友吉尔菲艾斯时才展露亲情和孩子气的一面。自幼与吉尔菲艾斯关系极为亲密，以至后者被称为他的“半身”，吉尔菲艾斯和他发生争执后被取消佩枪权，以身守护他而亡，成为莱因哈特终生的悔痛，他剪下好友的一缕头发放在吊坠中贴身佩戴，在邱梅尔事件中被以生命威胁也不肯交出。吉尔菲艾斯死后安妮罗洁对他的态度也趋于冷淡，直到莱因哈特成婚才在其妻希尔格爾的努力下姐弟关系才终于修复。
本来莱茵哈特戎马倥偬，无暇顾及个人感情，却因为“威斯特法朗”幸存者刺杀事件引起的苦闷而与希尔格尔产生感情。宇宙历 801 年、新帝國曆 3 年，莱茵哈特迎娶 希爾格爾·馮·瑪林道夫 為皇妃，真正的婚姻生活却非常短暂。同年五月十四日兒子誕生，取名亞歷山大‧齊格飛‧罗严克拉姆以紀念摯友跟同盟軍最後一位宇宙艦隊總司令，是為第二代皇帝繼承人。

## 戰歷
杰出的军事家，常胜名将，其军事天赋堪称独一无二。每次都是亲自拟定作战计划，并且亲临战场，集全體帝國軍兵士敬畏與忠誠於一身。
15歲時以第一名的成績畢業於少年軍校，因為皇帝寵愛安妮羅潔的緣故，特例官拜少尉軍銜。因個人前往前線參戰的請願，與好友吉爾菲艾斯一同派往卡普蘭卡行星參與地面戰，並利用蒐集到的情報大破同盟軍基地，以軍功拜昇中尉。(見外傳：《白銀之谷》)
其後與吉爾菲艾斯調任艦隊勤務，於驅逐艦「哈梅爾二號」擔任航海長，在同盟軍的奇襲中巧妙的躲避了敵軍追擊，並且在全軍覆沒的僚艦中奇蹟生還，傳遞了同盟軍的奇襲的意圖，累計軍功昇為上尉。(見外傳：《叛亂者》)
16歲官拜少校，調任驅逐艦「艾姆朗特二號」艦長，並於同盟軍發動的「第五次伊謝爾倫要塞攻略戰」以驅逐艦之姿，大破敵軍的大型重火力巡航艦，累計軍功晉升中校。(見外傳：《黃金之翼》)
駐防伊謝爾倫要塞期間擔任「賀休利西˙安琴號」巡航艦艦長，並參與帝國開發的秘密武器：「指向性傑夫粒子」的秘密潛入奪還任務，任務中多次大破同盟軍的攔截艦隊，並在極少的支援中完成同盟領的潛入奪還任務，累計軍功官拜上校。(見外傳：《奪還者》)
上校時代調任憲兵隊，由於是少年軍校出身中官位飛升最快、最年輕的上校，因此被學校的學弟們崇拜著，受校長邀請回母校小住，但其間發生軍校學生遭到謀殺的事件，在萊因哈特與吉爾菲艾斯調查下，查獲殺人事件是校長所為。在憲兵隊逮捕校長後，累計軍功晉升准將。(見外傳：《朝之夢、夜之歌》)
准將時代，掌握艦隊不足五百艘，隸屬格林梅豪森中將的艦隊，並參與凡佛利特星域会战。在此戰中俘虜敵軍地面基地指揮官，以 18 岁之龄, 当上帝国军史上最年轻的少将，从属于当时的宇宙舰队司令长官缪肯贝尔加元帅。(見外傳：《千億年之星，千億年之光》)
此后的第六次伊谢尔伦要塞攻略战中，僅以旗下2200艘戰艦對同盟軍造成重大騷擾作戰，更以自身為誘餌誘使同盟軍脫離與友軍的膠著混戰，藉此令要塞主砲有發揮的餘地，此戰累計軍功拜升中將，領艦隊一萬艘。(見外傳：《千億年之星，千億年之光》)
第三次迪亚马特战役中因同盟軍十一艦隊亂無章法的戰術而使帝國軍陷入混戰局面。但萊因哈特看出同盟軍第十一艦隊的破綻，僅以主砲齊射兩發便擊破第十一艦隊的指揮中心，被稱為「僅三分鐘就扭轉戰局」。此戰累計軍功晉升上將，並享有上將禮遇得到帝國旗艦「伯倫希爾號」。(見外傳：《第三次提亞馬特會戰》)
第四次迪亚马特战役中在緊要關頭以完好無缺的兵力投入戰鬥，一度對同盟軍形成合圍殲滅之勢，但在楊威利的奇襲中旗艦與萊因哈特被箝制為人質，只能放棄即將到手的勝利讓同盟軍撤退。此戰後累計軍功，加上皇帝為愛妃的弟弟二十歲慶生為由，官拜一级上將受封伯爵，改姓氏为帝國武勳名門的罗严克拉姆。(見外傳：《我的征途是星辰大海》)

宇宙历 796 年 / 帝国历 487 的亚斯提会战中首次独立指挥整个舰队进行重大战役，采用各个击破战术战胜了数量上两倍于己的同盟军，但是因为同盟第一智将 杨威利 的出阵指挥而未能获全胜。此战后得到元帅衔，開設元帅府聚集了一大批出身平民和下级贵族的优秀将领，而且在帝国的軍政地位已经和当时的三长官不相上下。

升任元帅不久后发生第七次伊谢尔伦要塞攻略战，帝国丢失伊谢尔伦要塞。隨後同盟發動三千萬人大軍的長征，但莱茵哈特运用 焦土战术拖垮同盟军的後勤，并在亚姆立札星域会战消灭了其七成兵力，同盟的军力自此转衰。
皇帝佛瑞德李希四世驾崩后，和宰相里希典拉德结成政治同盟拥立了艾尔威·约瑟夫二世，在随后发生的内战中平定利普修达特貴族同盟的叛乱，内战期间通过挑起同盟内救国军事会议的政变引发其内乱，保证了帝国内战期间免于同盟的乘虚进攻。但是却在安森巴哈行刺事件中失去了挚友 齐格飞·吉尔菲艾斯。内战结束后又借行刺事件整治了宰相里希典拉德，从此兼任帝国宰相和三长官，成为帝国实际的统治者。

宇宙历 798 年 / 帝国历 489 年，突然出兵吞并了费沙自治领，紧接着以“银河帝国正统政府”劫持皇帝艾尔威·约瑟夫二世为借口，对同盟发动了规模空前“诸神的黄昏”作战。
其中的第一次兰堤马里欧星域会战中战胜了同盟主力舰队，但是在巴米利恩星域会战中被杨威利的第十三舰队突破了精心设置的多层防御阵，遭遇极大险境，靠着 希尔格尔·冯·玛林道夫 的围魏救赵之策才获得了“战略上的胜利”。

此战后莱茵哈特加冕为帝，建立罗严克拉姆王朝。即位不久就遭遇“邱梅尔事件”，因此下令讨伐地球教。

以帝国驻同盟高等事务官连列坎普之死为由，发动大亲征作战（又称第二次诸神的黄昏作战），在马尔·亚迪特星域会战中消灭了同盟最后的舰队，不久发布“冬蔷薇园敕令”，宣告了自由行星同盟的灭亡。新帝国在宇宙历 800 年统一了除杨威利控制的伊谢尔伦要塞以外的整个已知的银河系。
为了和宿敌杨威利一决雌雄，同年发动回廊之战，倾举国猛将精锐围攻伊谢尔伦要塞，结果损失了两名一级上将，付出重大代价将对手逼上险境，然而就在此刻莱茵哈特的疾病发作，以至于不得不提出谈判，结果杨威利在赶赴谈判途中死于地球教的暗杀，在莱茵哈特心中留下终身遗憾。
此后经历了乌鲁瓦希事件和罗严塔尔叛乱。
为了肃清伊谢尔伦共和军，在宇宙历 801 年 / 新帝国历 3 年发动最后的希瓦星域会战，结果在激战中疾病复发，从此一卧不起，从而与伊谢尔伦共和军达成了承认巴特拉星域自治权的协议，宣告和平时代的到来。不久因病逝世，享年二十五岁，在位两年半。他一生中自认为最大的遗憾就是不能在战场上击败同时代另一位杰出的军事家杨威利，曾为此感叹：“朕能征服宇宙，却不能征服一人。”由于两人都英年早逝，故我们永远也不知道两人中谁更胜一筹了。

## 政治
莱茵哈特的政治才能与他的军事才能相比显得较为逊色，可能不如皇后希尔格尔，但是他在专制制度下实行大规模改革，消除了高登巴姆王朝的种种社会弊病和不公正，剥夺贵族阶层的特权，受到人民普遍欢迎，帝国的向心力空前提高，成为新帝国统一银河系的一大基础，亦使罗严克拉姆王朝成为开明专制君主制度的典型，在故事结尾，他接受伊谢尔伦共和政府交出伊谢尔伦要塞換取巴特拉星系實行民主自治的要求，容纳了民主共和势力的合法存在，促成了和平时代的到来。
莱茵哈特最为切齿痛恨就是特权和爵位的世袭制，最为鄙视依靠血统得到地位的贵族阶层，以至于他临终前甚至表示，如果皇子亚历山大能力不足，不如终结罗严克拉姆王朝为好。这也表明莱茵哈特的权力欲望并不强，远远不如他对战争的渴望。

### 人事
莱茵哈特有用人惟才的特點，即使是以前的敵方人才也会不計前嫌收入麾下，一个代表性的例子就是他在巴米利恩会战后一度劝说杨威利加入帝国军。但是极為憎恨為了个人利益背主反叛的行為。
例如前自由行星同盟最高評議會議長優布·特留尼西特背叛同盟，莱茵哈特毫不保留的表現出嫌惡感。

## 结局
莱因哈特一直患有并最后死于一种未知的综合症，症状是间发性的高热和疲惫，这种病症当时被暂命名为“皇帝综合症”，后被确证为变异性剧症胶原病。临终时传位于襁褓中的亚历山大，册封了狮子之泉七元帅，任命皇后希爾格爾·馮·瑪林道夫摄政，遗言为：“皇后，你一定可以比我更贤明地统治着宇宙吧？如果改行立宪体制也好。不管如何，在所有生存的人当中，由最强大最贤明的人去支配宇宙是最好的。如果亚历山大·齐格飞没有这样的力量，就没有必要让罗严克拉姆王朝继续下去了。一切都照你所希望的去做，这就是我最大的希望……” 宇宙曆 801 年七月二十六日，莱因哈特逝於贝尔塞底临时皇宫，年二十五岁。

## 時人評价
莱茵哈特一生的企图心和野望主要来自对高登巴姆王朝的贵族阶层特殊的仇恨心理，以及对战争艺术的痴迷和对胜利的追求。好战是后世史学家对他的一致评论。有『獅子帝』、『金髮有翼獅子』、『王座革命家』等稱號。门阀贵族則称他作“金发小子”和“裙子下的大將”。同盟軍則以“白色旗艦的司令官”稱呼。

## 配音
- 堀川亮（OVA／劇場版）
- 楢橋美紀（OVA 第 85 話之少年時代）
- 綠川光（劇場版）
- 宮野真守（銀河英雄傳說 Die Neue These）

## 登場作品

### 小說
- 《銀河英雄傳說》
- 《銀河英雄傳說外傳》

### 漫畫
- 《銀河英雄傳說》

### OVA
- 《銀河英雄傳說》

### 電影
- 《我的征途是星辰大海》
- 《黃金之翼》
- 《新戰爭的序曲》